# Garrett Scantling
Garrett Scantling (né le 19 mai 1993 à Jacksonville) est un athlète américain spécialiste des épreuves combinées. 

## Biographie
Le 20 juin 2021, il remporte le titre du décathlon lors des Sélections olympiques américaines d'athlétisme 2020 à Eugene en portant son record personnel à 8 647 points, signant la deuxième meilleure performance mondiale de l'année derrière la Canadien Damian Warner.
Il se classe quatrième des Jeux olympiques de Tokyo, échouant à 38 pts de la médaille de bronze.
Les 6 et 7 mai 2022 à Fayetteville lors des Championnats des États-Unis d'épreuves combinées, Garrett Scantling devient le 7e meilleur performeur de tous les temps au décathlon — le 3e américain derrière Ashton Eaton et Dan O'Brien — en totalisant 8 867 pts, battant ses records personnels sur 110 m haies (13 s 59), au saut en longueur (7,68 m) et au lancer du disque (51,04 m).

## Palmarès

### International
| Date | Compétition     | Lieu  | Résultat | Epreuve   | Performance |
| ---- | --------------- | ----- | -------- | --------- | ----------- |
| 2021 | Jeux olympiques | Tokyo | 4e       | Décathlon | 8 611 pts   |

### National
- Championnats des États-Unis d'athlétisme
  - vainqueur du décathlon en 2021 et 2022
- Championnats des États-Unis d'athlétisme en salle
  - vainqueur de l'heptathlon en 2020 et 2022

## Records
| Épreuve   | Performance | Lieu         | Date       |
| --------- | ----------- | ------------ | ---------- |
| Décathlon | 8 867 pts   | Fayetteville | 7 mai 2022 |